# (9800) Shigetoshi
(9800) Shigetoshi est un astéroïde de la ceinture principale.

## Description
(9800) Shigetoshi est un astéroïde de la ceinture principale. Il fut découvert le 4 mars 1997 à Ōizumi par Takao Kobayashi. Il présente une orbite caractérisée par un demi-grand axe de 2,37 UA, une excentricité de 0,20 et une inclinaison de 3,1° par rapport à l'écliptique.

## Compléments